# Ctenucha rubroscapa
Ctenucha rubroscapa är en fjärilsart som beskrevs av Ménétriés 1857. Ctenucha rubroscapa ingår i släktet Ctenucha och familjen björnspinnare. Inga underarter finns listade i Catalogue of Life.